# Zenon iz Kitija
Zenon iz Kitija (tudi Zenon Mlajši, Zenon stoik) (starogrško Ζήνων ὁ Κιτιεύς: Zēnōn hó Kitieŭs), starogrški filozof, * 333 pr. n. št., Kitij na Cipru, † 264 pr. n. št.
Njegovo najslavnejše delo je Država, ki pa se ni v celoti ohranilo.

## Življenje in delo
Zenon iz Kitija je bil sin trgovca iz Kitija na Cipru in učenec najbolj slavnega cinika tistega časa, Kratesa iz Teb. O njegovem zgodnjem življenju ni veliko znanega, vendar nedvomno drži, da je bil od svojih zgodnjih dvajsetih let naprej navdušen nad filozofsko tradicijo Aten. Veliko zaslugo za njegovo zanimanje je imel njegov oče, ki mu je s potovanj prinašal knjige o Sokratu.
Pri dvaindvajsetih letih se je odločil za selitev v Atene, da bi svoje zanimanje za filozofijo lahko dodatno razširil. Tam je desetletje preživel ob študiju s filozofi, ki so bili avtentični živeči glasovi Sokratove filozofije. To obdobje njegovega življenja velja za formativno in pojasnjuje, zakaj se je stoicizem sprva pojavil kot sokratična filozofija.
Zenon naj bi bil sprva učenec Kratesa iz Teb, cinična etika pa je ostala dominanten vpliv na stoiško miselnost. Krates in njegova žena sta bila znana po svojem, za tiste čase, škandaloznem zanikanju družbenih norm. Zenon se je strinjal z implicitno sokratično motiviranostjo takšne drže — moralno indiferenco do konvencionalnih vrednot, kot sta denimo ugled in bogastvo.
Ravno o tem je razmišljal v fragmentih svojega najbolj slavnega dela Država, ki je utopično političen trakt. Zavzemal se je  za odpravo večine  javnih institucij kot so na primer templji, sodišča, denar, oblačenje glede na spol, konvencionalna izobrazba in zakonski stan. S tem delom je že v svojem zgodnjem obdobju napovedal ključni del njegove zrele filozofije — poskus, da se etika osvobodi konvencionalnih vrednot.
Ob koncu tretjega stoletja pr. n. š. je ustanovil lastno šolo, ki se je sprva imenovala »zenonci«, ki so jo kasneje preimenovali v stoike, po poslikani stoi, kjer so se zbirali.
Zenon ni zapustil nobenega pisanega dela, vendar o njem pišejo (predvsem Diogen Laert), da je živel asketsko življenje in poučeval, da je potrebno živeti neozirajoče se na bolečino in užitke (glavno načelo stoicizma).
Zaradi njegovih načel, da ljudje kot racionalna bitja ne potrebujejo vodenja in da bodo v idealni družbi moški in ženske enakopravni v vseh pogledih ter da bi morala biti družba enakopravna, ga štejejo tudi za začetnika anarhizma.